# Diskografie Waylona Jenningse
Diskografie Waylona Jenningse, amerického country zpěváka.
- 1964 - Waylon Jennings at JD'S
- 1966 - Folk, country
- 1966 - Leavin' town
- 1966 - Nashville rebel
- 1967 - Waylon sings ol' Harlan
- 1967 - Love Of The Common People
- 1967 - The one and only
- 1968 - Hangin' on
- 1968 - Only the greatest
- 1968 - Jewels
- 1969 - Just to satisfy you
- 1969 - Country, folk
- 1970 - Waylon
- 1970 - Don't think twice
- 1970 - The best of Waylon Jennings
- 1970 - Ned Kelly
- 1970 - Singer of sad songs
- 1971 - The taker/Tulsa
- 1971 - Cedartown, Georgia
- 1972 - Good hearted woman
- 1972 - Heartaches by the Numbers
- 1972 - Ladies Love Outlaws
- 1973 - Ruby, Don't Take Your Love to Town
- 1973 - Lonesome, On'ry and Mean
- 1973 - Honky tonk heroes
- 1974 - Only Daddy That'll Walk the Line
- 1974 - This  time
- 1974 - The ramblin' man
- 1975 - Dreaming my dreams - (#1 COUNTRY)
- 1976 - Mackintosh & T.J.
- 1976 - Are You Ready for the Country (#1 COUNTRY)
- 1976 - Waylon Live - (#1 COUNTRY)
- 1977 - Ol' Waylon - (#1 COUNTRY)
- 1978 - I've Always Been Crazy - (#1 COUNTRY)
- 1978 - Waylon and Willie (#1 COUNTRY)
- 1979 - What Goes Around Comes Around (#2 COUNTRY)
- 1980 - Music man (#1 COUNTRY)
- 1982 - Black on Black (#3 COUNTRY)
- 1983 - It's Only Rock & Roll
- 1983 - Waylon and Company
- 1984 - Never Could Toe the Mark
- 1985 - Turn the Page
- 1986 - Sweet Mother Texas
- 1986 - Will the Wolf Survive (#1 COUNTRY)
- 1987 - Hangin' Tough
- 1987 - A Man Called Hoss
- 1988 - Full Circle
- 1990 - The Eagle
- 1992 - Too Dumb for New York City, Too Ugly for L.A.
- 1992 - Ol' Waylon Sings Ol' Hank
- 1993 - Cowboys, Sisters, Rascals & Dirt
- 1993 - Waymore's Blues (Part II)
- 1996 - Right for the Time
- 1998 - Closing in on the Fire
- 2000 - Never Say Die: Live
- 2003 - Waylon Live: The Expanded Edition
- 2006 - Live from Austin, TX
- 2006 - Waylon Sings Hank Williams

## Country hity no. 1
- 1974 - This time
- 1974 - I'm a ramblin' man
- 1975 - Are you sure Hank done it this way
- 1976 - Good hearted woman (s Williem Nelsonem)
- 1977 - Luckenbach, Texas
- 1978 - I've always been crazy
- 1978 - Mamas, don't let your babies grow up to be cowboys (s Williem Nelsonem)
- 1978 - I can get off on you (s Williem Nelsonem)
- 1979 - Amanda
- 1979 - Come with me
- 1979 - I ain't living long like this
- 1980 - Theme from The dukes of hazzard
- 1982 - Just to satisfy you (s Williem Nelsonem)
- 1983 - Lucille
- 1985 - Highwayman (s The Highwaymen)
- 1987 - Rose in paradise